# Opawa (województwo dolnośląskie)

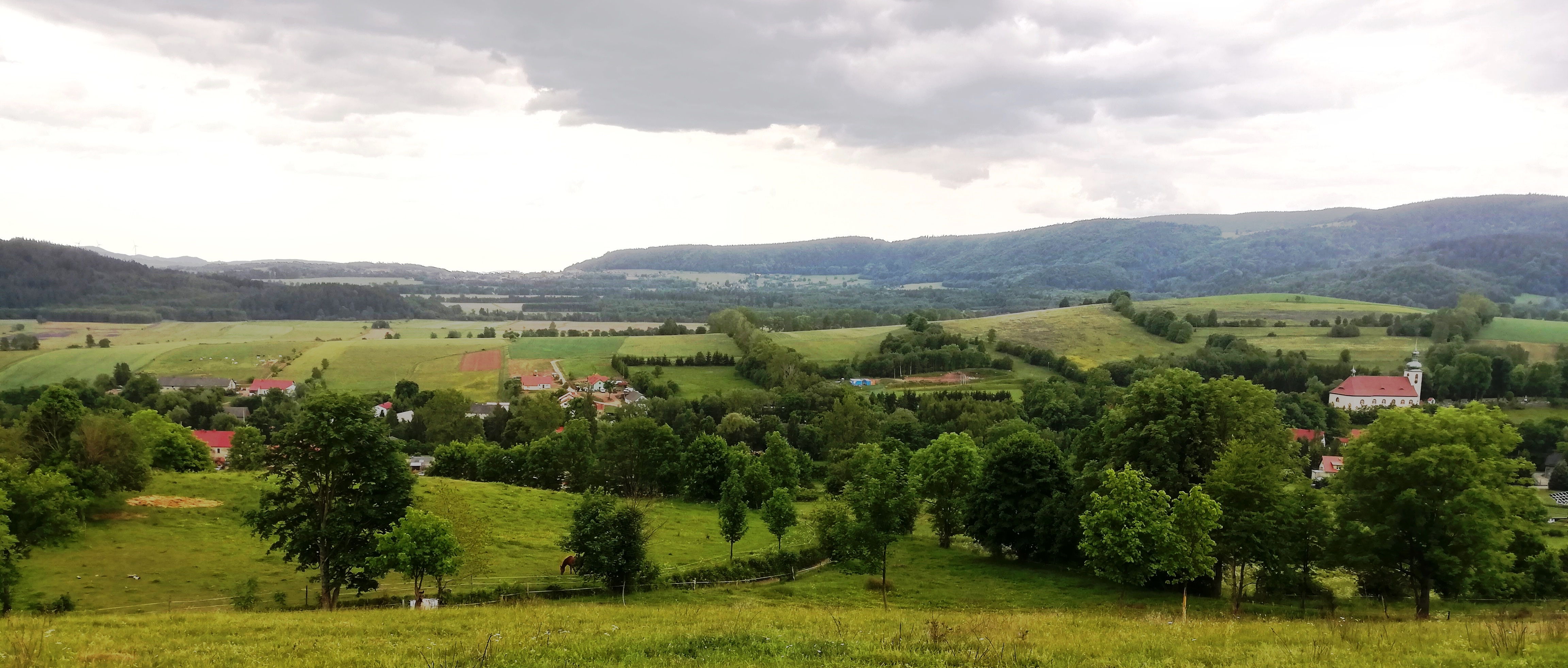
Widok

Opawa (do 1945 r. niem. Oppau) – wieś w Polsce położona w województwie dolnośląskim, w powiecie kamiennogórskim, w gminie Lubawka nad potokiem Opawa (lewy dopływ Bobru).

## Położenie
Opawa to wieś łańcuchowa leżąca w Karkonoszach, u wschodniego podnóża Grzbietu Lasockiego, w dolinie potoku Opawa, na wysokości około 575–660 m n.p.m.

## Podział administracyjny
W latach 1975–1998 miejscowość administracyjnie należała do województwa jeleniogórskiego.

## Historia
Opawa powstała najprawdopodobniej w XIV wieku, pierwsza wzmianka o niej pochodzi z 1378 lub 1399 roku. W 1747 roku w miejscowości mieszkało 33 kmieci oraz 75 zagrodników i chałupników, istniały też: kościół i młyn wodny. W 1840 roku we wsi było 111 budynków, w tym: szkoła, olejarnia, browar i gorzelnia w której produkowano starkę. W tym czasie Opawa była też ośrodkiem włókienniczym, działały tu 43 krosna. Rozwinięta była również hodowla wołów, rzemiosło i handel. Po 1945 roku charakter miejscowości nie zmienił się, w 1993 roku było tu 66 gospodarstw rolnych.

## Zabytki
Do wojewódzkiego rejestru zabytków wpisane są obiekty:
- kościół filialny św. Jadwigi, z XVII w., przebudowany w XVIII i XIX w.,
- cmentarz przykościelny,
- dwór sołtysi w Opawie, obecnie budynek gospodarczy nr 23, z 1558 r., przebudowany w XVIII i XIX w.

## Szlaki turystyczne
- Niedamirów granica – Miszkowice[6]